# Sentier Connecticut-Chaudière
Le sentier Connecticut-Chaudière était un sentier amérindien (Abénaquis) qui reliait la vallée du haut fleuve Connecticut jusqu'à la rivière Chaudière à Sartigan, aujourd'hui Saint-Georges (Québec).

## Géographie

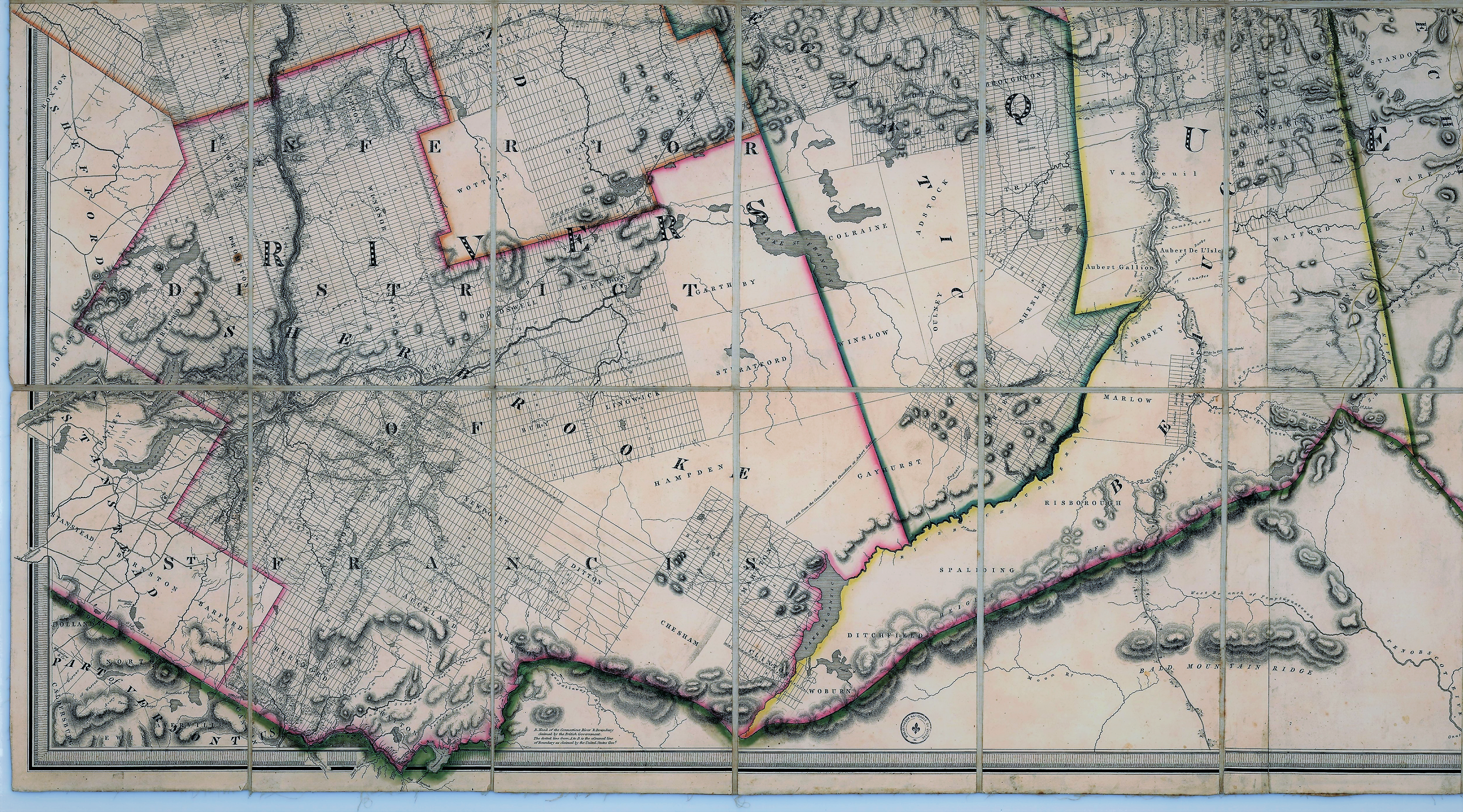
Carte topographique du Bas Canada en 1815 par Joseph Bouchette, des districts de Québec, Trois-Rivières, St-François et Gaspé.

Le sentier commençait aux sources du fleuve Connecticut, passait par le canton d'Auckland, en Estrie, continuait à l'ouest du mont Mégantic près de la Montagne des Cohoes (une colline mineure sur le flanc ouest du Mont Mégantic), longeait la rive nord du lac McKenzie près de Marston, passait à environ 4 km au nord de la Baie-des-Sables sur la rive du lac Mégantic, continuait à courte distance le long de la rivière Chaudière, au sud-est du Mont Sainte-Cécile et du Morne de Saint-Sébastien, longeait la rive nord du Lac des Îles (Lac Grande Coudée ou lac McTavish) près de Saint-Hilaire-de-Dorset, arrivait sur la Seigneurie Aubert-Gallion près de la rivière Pozer, pour arriver en face de Sartigan (aujourd'hui Saint-Georges). Le sentier est inscrit sur la carte de J. Bouchette et dans le Topographical Dictionary of the Province of Lower Canada by Joseph Bouchette, citation: le canton d'Auckland est arrosé par de nombreux ruisseaux et rivières dont une partie s'écoule vers la Rivière Saint-François et l'autre partie vers la rivière Connecticut... une sorte de sentier traverse le canton par lequel les Indiens se rendent souvent à la riviére Chaudière,. Il est aussi cartographié sur la Carte de Gale et Duberger 1795.